# Manspach
Manspach település Franciaországban, Haut-Rhin megyében. Lakosainak száma 533 fő (2022. január 1.). Manspach Dannemarie, Valdieu-Lutran, Romagny, Altenach, Retzwiller és Chavannes-les-Grands községekkel határos.

## Népesség
A település népességének változása:
| Lakosok száma | 560  | 571  | 577  | 560  | 546  | 533  | 536  | 532  | 533  |
|               | 2013 | 2015 | 2016 | 2017 | 2018 | 2019 | 2020 | 2021 | 2022 |